# Master Rallye
Master Rallye je závodní videohra z roku 2001 od vývojáře Steel Monkeys.
Hráč se ve videohře postupně propracovává poháry, přičemž vítězstvími postupně odemyká další automobily. Těch se ve hře vyskytují tři různé třídy – tzv. „nemodifikované“, „modifikované“ a „speciály“ (ve hře znázorněny jako třídy T1, T2 a T3). Kvalitu automobilu udávají 4 různé hodnoty, a sice maximální rychlost, zrychlení, ovladatelnost a odolnost. Hra obsahuje také licencované automobily, jako například Renault, Kia či Kamaz. Ve hře se vyskytuje celkem 25 automobilů, z nichž poslední „speciál“ lze získat pouze zajetím všech závodů ve hře na prvním místě.
Hra obsahuje několik herních módů:
- běžný závod – závod volitelný hráčem (libovolná vozidla, trať či počet protivníků)
- rallye pohár – obsahuje celkem 3 opakující se série po 5 pohárech (každý pohár se skládá ze 3 závodů, celkem tedy 45 závodů); hráč v pohárech projíždí různými státy, jako například Francií, Německem, Itálií či Tureckem[2]
- Master Rallye – obsahuje celkem 3 série 10 po sobě jdoucích závodů
- výzva – souboj mezi hráčem a jedním protivníkem s předem určenými vozidly
- závody na pozvání – speciální série 3 závodů automobilů T3

Při závodech se v pravé horní části obrazovky vyskytují ikony, které hráči ukazují, v jakém stavu je jeho vozidlo (konkrétně stavy řízení, motoru, převodovky, odpružení a pneumatik).